# とくしま文学賞
とくしま文学賞（とくしまぶんがくしょう）は、日本の文学賞。

## 概要
徳島県の文芸活動の普及・活性化を目的として実施されている。2002年の徳島県立文学書道館の開館を機に、とくしま県民文芸を引き継ぐ形で開始した。徳島県・徳島県立文学書道館が主催している。部門ごとに最優秀作・優秀作・佳作を入賞とし、最優秀のみ副賞が贈呈される。小説・脚本部門は、副賞5万円（各1点）。文芸評論・児童文学部門は、副賞2万円（各1点）。随筆・現代詩・短歌・俳句・川柳・連句部門は、副賞1万円（各1点）。応募資格は、徳島県内在住者または徳島県出身者に限られる。未発表の作品に限られる。各部門の入賞作品は、『文芸とくしま』に収録される。

## 不祥事
2015年の第13回において、文芸評論部門の最優秀作に選出された作品が、発表済の講演から盗用している疑いが持たれたため、発表当月に受賞が取り消された。